# Dampfomnibus Bauart Krauss
Der Dampfomnibus Bauart Krauss war ein doppelstöckiger Dampftriebwagen, der von Krauss unter der Fabriknummer 1181 für die bayerische Landesausstellung von 1882 in Nürnberg gebaut wurde.
Das Einzelstück wurde nach Ende der Ausstellung den Königlich Bayerischen Staatseisenbahnen zur Erprobung übergeben, die ihn in den Räumen Würzburg und Bamberg einsetzte. Der Dampftriebwagen wurde nur kurz eingesetzt und von der Staatsbahn nicht übernommen, weil die oberen Sitzplätze wegen der dort erhöhten Rauchbelästigung gemieden wurden.
Der Dampftriebwagen hatten die Achsfolge B’2’, es wurde also ein Achsenpaar über Treibstangen angetrieben. Der Kessel lag quer, das Brutto-Dienstgewicht bei 28 Tonnen. Stephensonregulator und Bremsen waren von beiden Enden aus zu bedienen. Das Fahrzeug wies 67 Sitzplätze in zwei Ebenen auf, wobei die zweite Wagenklasse in der unteren Ebene, die dritte Wagenklasse sowohl in der unteren als auch in der oberen Ebene untergebracht war.